# Bruno Villarreal
Pour les articles homonymes, voir Villarreal.
Bruno Villarreal Ruiz de Alegría, né à Larrea (Alava) le 24 juin 1802 et mort à Vitoria le 10 mai 1861, est un militaire espagnol, officier de l'armée carliste lors de la Première Guerre carliste. Il mène avec succès plusieurs expéditions de ses troupes et est élevé au rang de commandant général d'Alava et maréchal de l'armée carliste du Nord.
Au cours du soulèvement de la région d'Alava en 1833, il organise un bataillon de volontaires favorables au prétendant Charles de Bourbon et rejoint la rébellion menée par José Uranga à Salvatierra le 7 octobre. Tous deux se mettent plus tard sous les ordres de Tomás de Zumalacárregui. C'est au cours de cette période qu'ils mènent à terme les exécutions de Heredia, au cours desquelles 118 prisonniers qui avaient rendu les armes furent fusillés, par ordre de leurs supérieurs. En 1835 Villarea obtient, comme Iturralde et Gómez, le grade de maréchal de l'armée carliste du Nord, étant mis à la tête d'une des trois divisions de l'armée.

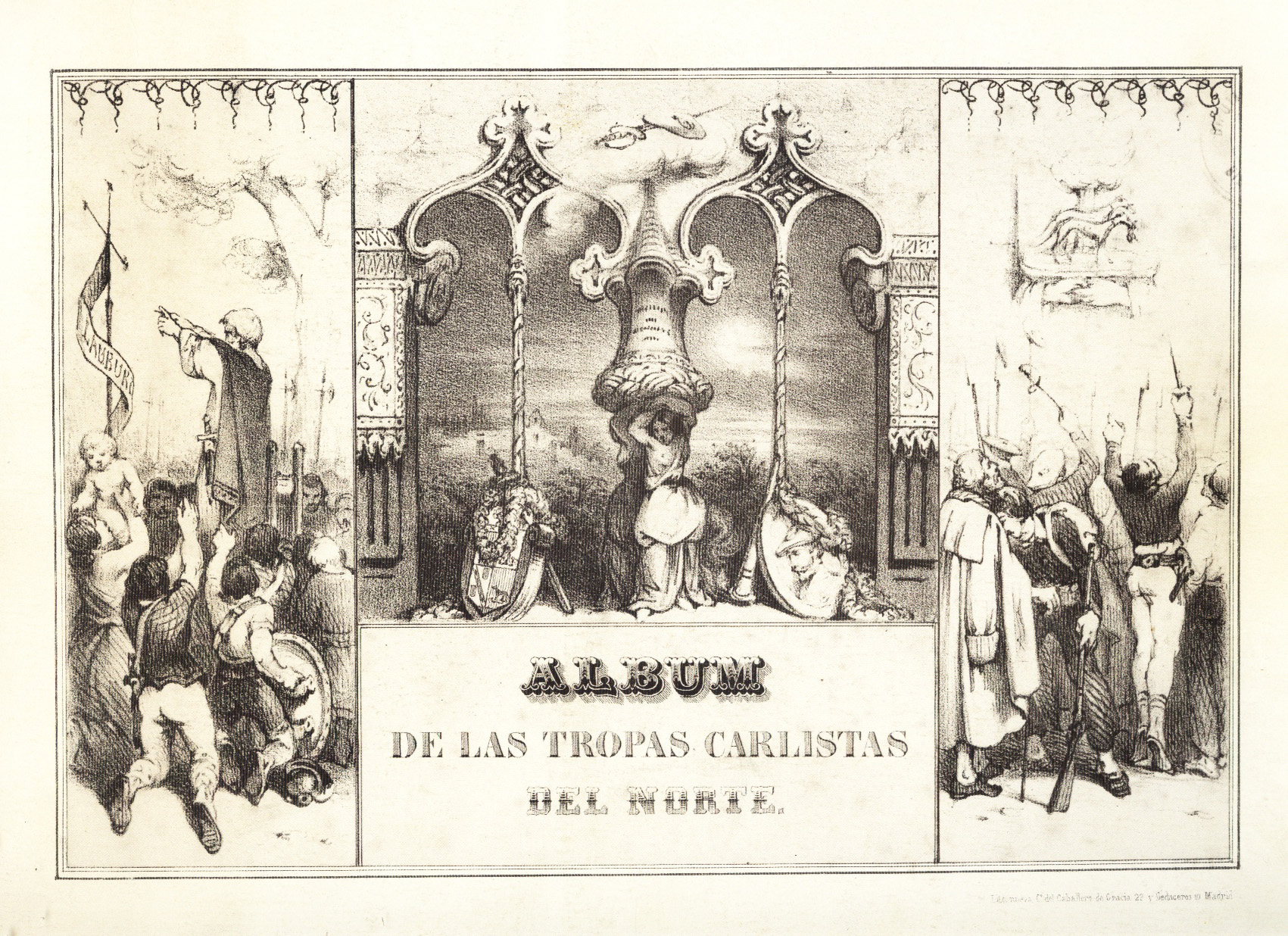
Couverture du recueil Álbum de las Tropas Carlista del Norte (184?).

Il se distingue à la bataille d'Arlabán de 1836 et gagne Villasana la même année. En octobre il décide d'attaquer Bilbao et la ville est Siège de Bilbao|assiégée à partir du 24. Toutefois l'opération échoue et il reçoit de nombreuses critiques de l'entourage de Charles ; il présente sa démission le 29 décembre 1836 et est remplacé par l'infant Sébastien-Gabriel de Bourbon et Bragance, Villareal devenant l'aide de camp de ce dernier.
Après la fin de la guerre sur le front nord et la signature de la Convention d'Ognate, Bruno Villareal s'exile en France à Bordeaux.